# Olympische Winterspiele 2018/Bob – Zweierbob (Männer)
Beim Zweierbob der Männer bei den Olympischen Winterspielen 2018 fanden insgesamt vier Läufe statt. Die ersten beiden Läufe wurden am 18. Februar 2018 ausgetragen. Der dritte und vierte Lauf fanden am 19. Februar 2018 statt. Ausgetragen wurde der Zweierbobwettbewerb der Männer im Olympic Sliding Centre.
Der kanadische Bob mit Justin Kripps und Alexander Kopacz war nach vier Läufen gleich schnell wie der Deutsche von Francesco Friedrich und Anschieber Thorsten Margis, sodass beide eine Goldmedaille erhielten. Der dritte Rang ging an den Bob von Oskars Melbārdis und Jānis Strenga aus Lettland.

## Ergebnisse
| Rang | Athleten                             | Land                             | Laufzeiten (s) | Laufzeiten (s) | Laufzeiten (s) | Laufzeiten (s)       | Gesamt (min) |
| Rang | Athleten                             | Land                             | 1              | 2              | 3              | 4                    | Gesamt (min) |
| ---- | ------------------------------------ | -------------------------------- | -------------- | -------------- | -------------- | -------------------- | ------------ |
| 1    | Justin Kripps Alexander Kopacz       | Kanada                           | 49,10          | 49,39          | 49,09          | 49,28                | 3:16,86      |
| 1    | Francesco Friedrich Thorsten Margis  | Deutschland                      | 49,22          | 49,46          | 48,96          | 49,22                | 3:16,86      |
| 3    | Oskars Melbārdis Jānis Strenga       | Lettland                         | 49,08          | 49,54          | 49,08          | 49,21                | 3:16,91      |
| 4    | Nico Walther Christian Poser         | Deutschland                      | 49,12          | 49,27          | 49,32          | 49,35                | 3:17,06      |
| 5    | Johannes Lochner Christopher Weber   | Deutschland                      | 49,24          | 49,34          | 49,09          | 49,47                | 3:17,14      |
| 6    | Won Yun-jong Seo Young-woo           | Südkorea                         | 49,50          | 49,39          | 49,15          | 49,36                | 3:17,40      |
| 7    | Nick Poloniato Jesse Lumsden         | Kanada                           | 49,48          | 49,48          | 49,33          | 49,45                | 3:17,74      |
| 8    | Benjamin Maier Markus Sammer         | Österreich                       | 49,41          | 49,47          | 49,32          | 49,56                | 3:17,76      |
| 9    | Oskars Ķibermanis Matīss Miknis      | Lettland                         | 49,21          | 49,57          | 49,32          | 49,70                | 3:17,80      |
| 10   | Chris Spring Lascelles Brown         | Kanada                           | 49,38          | 49,58          | 49,56          | 49,72                | 3:18,24      |
| 11   | Rico Peter Simon Friedli             | Schweiz                          | 49,72          | 49,53          | 49,52          | 49,49                | 3:18,26      |
| 12   | Brad Hall Joel Fearon                | Großbritannien                   | 49,37          | 49,50          | 49,67          | 49,80                | 3:18,34      |
| 13   | Romain Heinrich Dorian Hauterville   | Frankreich                       | 49,74          | 49,73          | 49,55          | 49,46                | 3:18,48      |
| 14   | Justin Olsen Evan Weinstock          | Vereinigte Staaten               | 49,66          | 49,55          | 49,53          | 49,80                | 3:18,54      |
| 15   | Markus Treichl Kilian Walch          | Österreich                       | 49,67          | 49,67          | 49,56          | 49,66                | 3:18,56      |
| 16   | Clemens Bracher Michael Kuonen       | Schweiz                          | 49,73          | 49,90          | 49,64          | 49,56                | 3:18,83      |
| 17   | Dominik Dvořák Jakub Nosek           | Tschechien                       | 49,70          | 49,63          | 49,67          | 49,86                | 3:18,86      |
| 18   | Mihai Țentea Nicolae Ciprian Daroczi | Rumänien                         | 49,69          | 49,72          | 49,93          | 49,64                | 3:18,98      |
| 19   | Rudy Rinaldi Boris Vain              | Monaco                           | 49,85          | 49,69          | 49,68          | 49,80                | 3:19,02      |
| 20   | Alexei Stulnew Wassili Kondratenko   | Olympische Athleten aus Russland | 49,77          | 49,99          | 49,74          | 49,87                | 3:19,37      |
| 21   | Nick Cunningham Hakeem Abdul-Saboor  | Vereinigte Staaten               | 49,96          | 50,11          | 49,62          | nicht quali- fiziert | 2:29,69      |
| 22   | Lucas Mata David Mari                | Australien                       | 49,88          | 50,04          | 49,87          | nicht quali- fiziert | 2:29,79      |
| 23   | Jan Vrba Jakub Havlín                | Tschechien                       | 49,93          | 50,07          | 49,86          | nicht quali- fiziert | 2:29,86      |
| 24   | Mateusz Luty Krzysztof Tylkowski     | Polen                            | 49,87          | 50,10          | 49,92          | nicht quali- fiziert | 2:29,89      |
| 25   | Codie Bascue Sam McGuffie            | Vereinigte Staaten               | 50,03          | 50,16          | 49,90          | nicht quali- fiziert | 2:30,09      |
| 26   | Li Chunjian Wang Sidong              | China                            | 50,13          | 50,21          | 50,15          | nicht quali- fiziert | 2:30,49      |
| 27   | Edson Bindilatti Edson Martins       | Brasilien                        | 50,14          | 50,22          | 50,35          | nicht quali- fiziert | 2:30,71      |
| 28   | Maxim Andrianow Juri Selichow        | Olympische Athleten aus Russland | 50,27          | 50,58          | 49,98          | nicht quali- fiziert | 2:30,83      |
| 29   | Jin Jian Shi Hao                     | China                            | 50,47          | 50,17          | 50,33          | nicht quali- fiziert | 2:30,97      |
| 30   | Dražen Silić Benedikt Nikpalj        | Kroatien                         | 50,76          | 50,91          | 50,99          | nicht quali- fiziert | 2:32,66      |